# Laissez bronzer les cadavres (film)
Pour plus de détails, voir Fiche technique et Distribution.
Laissez bronzer les cadavres est un film belgo-français réalisé par Hélène Cattet et Bruno Forzani, sorti en 2017.
Il est présenté hors compétition sur la Piazza Grande au Festival international du film de Locarno 2017.
C'est l'adaptation du premier roman de Jean-Patrick Manchette, Laissez bronzer les cadavres !, écrit en collaboration avec Jean-Pierre Bastid.

## Synopsis
Luce, artiste peintre, possède la moitié d’un hameau en ruine et invite, chaque été, des amis. Cette année, ce sont Max Bernier, ex-amant, écrivain réputé et alcoolique, Brisorgueil, avocat en vogue et actuel amant, et trois amis de ce dernier, Gros, Rhino et Jeannot. Ces derniers attaquent un fourgon blindé et s’enfuient avec 250 kilos d’or...

## Fiche technique
- Titre : Laissez bronzer les cadavres
- Réalisation : Hélène Cattet et Bruno Forzani
- Scénario : Hélène Cattet et Bruno Forzani d'après le roman Laissez bronzer les cadavres ! de Jean-Patrick Manchette et Jean-Pierre Bastid
- Photographie : Manuel Dacosse
- Pays d'origine :  Belgique /  France
- Format : couleur - 16mm[1]
- Genre :Thriller, action et film de gangsters
- Durée : 90 min.
- Dates de sortie : 
  -  Suisse : 4 août 2017 (Festival international du film de Locarno 2017)
  -  France : 18 octobre 2017
  -  Belgique : 10 janvier 2018
- Classification :
  - France : Interdit aux moins de 12 ans avec avertissement lors de sa sortie en salles, mais interdit aux moins de 16 ans lors de sa diffusion télévisée.

## Distribution
- Stéphane Ferrara : Rhino
- Elina Löwensohn : Luce
- Marc Barbé : Max Bernier
- Bernie Bonvoisin : Gros
- Dorylia Calmel : la femme
- Michelangelo Marchese : Brisorgueil
- Pierre Nisse : Alex
- Marine Sainsily : Pia
- Bamba Forzani Ndiaye : le fils
- Hervé Sogne : le policier
- Marilyn Jess (créditée sous son vrai nom de Dominique Troyes) : la policière
- Aline Stevens : la femme dorée

## Inspirations
Le cinéma de Hélène Cattet et Bruno Forzani s'inspire du cinéma italien des années 1970. Ainsi, Laissez bronzer les cadavres reprend des éléments propres au giallo et est particulièrement influencé par le western spaghetti.

## Accueil

### Critique
En France, l'accueil critique est bon : le site Allociné recense une moyenne des critiques presse de 3,2/5, et des critiques spectateurs à 3,0/5. 

## Distinctions

### Récompenses
- Magritte 2019[4]:
  - Magritte de la meilleure image pour Manu Dacosse.
  - Magritte du meilleur son pour Yves Bemelmans, Dan Bruylandt, Olivier Thys et Benoît Biral.
  - Magritte des meilleurs décors pour Alina Santos.

### Nominations
- Magritte 2019 :
  - Magritte du meilleur film.
  - Magritte du meilleur réalisateur pour Hélène Cattet et Bruno Forzani.
  - Magritte du meilleur acteur dans un second rôle pour Pierre Nisse.
  - Magritte des meilleurs costumes pour Jackye Fauconnier.
  - Magritte du meilleur montage pour Bernard Beets.